# Sandra Wallenhorst
Sandra Wallenhorst (Arnstadt, 1 januari 1972) is een Duits triatleet.
Wallenhorst was in haar jeugdjaren een middellangeafstadsatleet en begon in 1996 aan de triatlon.
In 2008 won zij de Ironman Austria en werd ze derde bij de Ironman op Hawaii.
In 2009 won Wallenhorst de Ironman Germany, enkele minuten voor de Nederlandse Yvonne van Vlerken. Dat jaar won Wallenhorst ook de Ironman Frankfurt, wederom voor Van Vlerken, en ook de editie van 2010 schreef ze op haar naam.